# Большеротый окунь
Большеротый окунь, или форелеокунь (лат. Micropterus salmoides) — один из видов окуней, принадлежащих к роду чёрных окуней. Также его нередко называют бассом (англ. bass — окунь), это американское название окуня, часто использующееся и в России. Родом из Северной Америки, хотя представители данного вида акклиматизированы человеком в пресноводных водоёмах бассейнов Чёрного моря, Тихого океана, Атлантического океана, Средиземного моря, в тропических и субтропических регионах.

## Внешний вид
Тело окуня имеет оливково-зелёный цвет с тёмными, иногда чёрными, пятнами, которые формируют зубчатую горизонтальную полосу по бокам тела. Представители данного вида являются самыми большими среди чёрных окуней, достигая максимальной зарегистрированной полной длины 97 см, и их максимальная неофициальная масса составляет 11,4 кг, причём самки крупнее самцов.

## Образ жизни и размножение
Окунь предпочитает тихие, спокойные пресные или солоноватые воды, в которых есть возможность спрятаться за растительностью и ожидать пищу.
Нерест у большеротого чёрного окуня происходит один раз в год с марта по июль. Самцы подготавливают гнездо, выстраивая его на песчаном или галечном дне. После свадебного обряда самка откладывает до 80 тысяч икринок двумя или тремя порциями, а самец их оплодотворяет и начинает охранять до тех пор, пока не вылупятся маленькие рыбки. Максимальная продолжительность жизни 23 года.

## Питание
Большеротый окунь — хищник. Молодые окуни питаются преимущественно мелкой рыбой, бокоплавами, мелкими креветками и насекомыми. Взрослые питаются мелкой рыбой (синежаберный солнечник), улитками, речными раками, лягушками, змеями, саламандрами, летучими мышами и даже маленькими водоплавающими птицами, млекопитающими и детёнышами аллигаторов.

## Рыболовство
Окунь пользуется большой популярностью среди рыболовов Нового Света, а в последнее время также Европы и Японии. Особенно это касается спортивной ловли. Рыболовы чаще всего ловят окуня на спиннинг, используя силиконовые приманки, обычно имитирующие червя или пиявку, а иногда и живых червей, пескарей, лягушек или речных раков. Его ловля очень зрелищна, так как окунь активно атакует приманку, зачастую возле поверхности или возле берега, оказывает сильное сопротивление при вываживании. Проводятся международные соревнования по ловле басса.